# Слободан Глумац
Слободан Глумац (Приједор, 9. децембар 1919 — Београд, 23. јул 1990), новинар, преводилац и сценариста.

## Биографија
Рођен је 9. децембра 1919. у Приједору. Његов отац Петар био је банкар. Основну школу учио је у Приједору и Београду, а матурирао је у Бања Луци. Од 1938. студирао је на Правном факултету у Београду.
Новинарством је почео да се бави у годинама пред почетак Другог светског рата, када је почео да сарађује у листу Време и у часопису Радио Београда. Као присталица Народноослободилачког покрета (НОП), био је ухапшен од стране Гестапоа 1943. године. Потом је почетком 1944. пребачен у логор Бањица, а одатле је интерниран у Нацистичку Немачку, на привремени рад.
После ослобођења Југославије, 1945. године наставио је да се бави новинарством. До 1947. био је главни уредник листа Слободна Војводина, а потом је до 1951. радио у листу Борба, најпре као сарадник, а потом као уредник културне и спољнополитичке рубрике. Од 1950. до 1951. био је начелник Комитета за кинематографију Владе ФНРЈ, а од 1951. до 1953. дописник Борбе из Бона, главног града Западне Немачке.
Године 1953. био је један од покретача листа Вечерње новости, који је тада поставио концепт модерног дневног листа. Главни уредник „Вечерњих новости” био је у два мандата — најпре од 1953. до 1957. и потом од 1963. до 1969. године. У међувремену, био је стални дописник из Париза. Од 1969. до 1973. био је главни и одговорни уредлик листа Борба, тада органа Социјалистичког савеза радног народа Југославије (ССРН) и директор Новинско издавачког предузећа (НИП) „Борба”. Године 1970. био је један од оснивача Радија Студио Б. Потом је био директор Културног центра Београд.
Поред новинарства, бавио се и превођењем са немачког и француског језика. Истакао се и као филмски сценариста. Написао је сценарио за филм Потрага из 1956. и био косценариста у филму Три Ане из 1959. године. Такође, писао је и сценарио за неколико кратких документарних филмова.
У браку са супругом Дивном (1920—1998), рођеном Поповић, имао је ћерку Љиљану, рођену 1948. године.
Умро је 23. јула 1990. у Београду и сахрањен је у Алеји заслужних грађана на Новом гробљу.
Добитник је две највеће новинарске награде за животно дело — „Светозар Марковић” и „Моша Пијаде”.